# André Plichta
Pour les articles homonymes, voir Plichta.
 (septembre 2018).
Andrzej Antoni Plichta, né le 29 novembre 1797 à Kurdwanów et mort le 3 juin 1866  à Versailles, est un homme politique polonais, participant de l'insurrection de novembre 1830 contre le tsar.

## Biographie
Andrzej est le fils de Ignacy Antoni et Anna née Świętosławska. Il étudie au lycée et à l'université de Varsovie, puis devient secrétaire au conseil d'État.
Vers 1820, il côtoie quelques sociétés secrètes patriotiques, et adhère à la société des Faucheurs. Bien que la plupart conjurés sont arrêtés avec Walerian Łukasiński, il continue à organiser des réunions clandestines mais un complot y met fin et le 21 février 1826, il est emprisonné à la prison des Carmes à Varsovie.
Subissant les tortures, Plichta reste au cachot jusqu'en 1829, date à laquelle le tsar est couronné Roi de Pologne et la plupart des insurgés sont, par son bon vouloir, rendus à la liberté.
La mère de Plichta meurt à cette date et peu après, il épouse Emilia Pilchowska et en 1830 nait à Cracovie leur fille Kazimierz. 
Lorsque éclate la révolution du 29 novembre 1830, il quitte sa famille pour Varsovie. Nommé secrétaire général du conseil suprême du nouveau Gouvernement national, il participe à la Bataille de Grochów, à laquelle s'illustre et meurt son jeune frère Kazimierz.
Après la défaite de l'insurrection, il fuit comme beaucoup de ses compatriotes la répression russe, franchit la frontière le 26 septembre 1931, et se réfugie à Paris où sa famille le rejoindra. 
Dès 1833, il lance de façon clandestine la revue Feniks (le Phénix) avec Ksawery Bronikowski et Stanisław Kunatt, mais le journal rentre très vite en concurrence des autres journaux de langue polonaise à Paris et cesse de paraître.
Andrzej Plichta meurt le 3 juin 1866 dans sa demeure à Versailles.